# Coermann

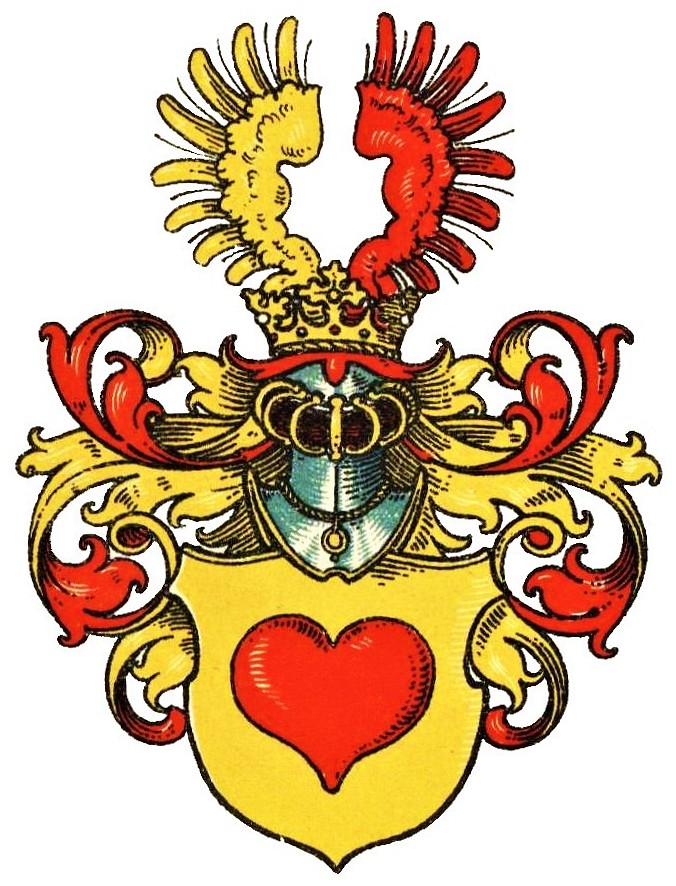
Wappen derer von Coermann

Coermann (auch Coerman, Corman, Korman o. ä.) ist der Name eines westfälischen Adelsgeschlechts.

## Geschichte
Die Familie stammt aus dem Münsterland. Ditherich Corman war 1630 Bürgermeister zu Horstmar, Johann Conrad Coermann Ende des 17. Jahrhunderts Gerichtsschreiber zu Horstmar. Dietrich und Franz Andreas Coermann waren Ende des 17. und Anfang des 18. Jahrhunderts Rentmeister des Stifts Metelen zu Borghorst. Jungfer Antonetta Isabella Corman schloss 1770 mit August von Schönebeck einen Ehevertrag. Franz Coermann wurde 1776 zum Schatzungseinnehmer des Kirchspiels Steinfurt bestellt. Gerhard Hermann Coermann war Ende des 18. Jahrhunderts Bürgermeister zu Horstmar. Antonette geb. Coermann war 1783 Ehefrau des Generalvikariats-Assessors Jobst Hermann Rave zu Münster.
Am 27. August 1780 wurde Anna Maria Henrica Coermann zeitgleich mit ihrem Ehemann, dem kurkölnischen Hofrat und münsterischen Regierungsrat und Referendarius des Stadtgerichts zu Münster, Johann Friedrich Christian (von) Vagedes (* 1739), und dessen Bruder, dem Münsteraner Kanoniker zu St. Mauritz Franz Anton Vagedes, in Österreich in den Adelsstand erhoben.
Anna Maria Henrica Coermann war zuvor ab 1750 mit dem fürstlich-münsterischen Hofrat Johann Heinrich Zurmühlen verheiratet und hatte aus dieser Ehe zwei Kinder, Peter Mauritz Zurmühlen (* 1753), Horat und Kanoniker an St. Mauritz in Münster, und Anton Franz Zurmühlen (1755–1778). 1767 heiratete sie dann in zweiter Ehe Johann Friedrich Christian Vagedes, mit dem sie eine Tochter namens Lisette von Vagedes hatte, die sich mit Albert von Schilgen vermählte. Nach dem Tod von Anna Maria Henrica Coermann heiratete Johann Friedrich Christian von Vagedes ein zweites Mal. Seine Ehefrau war eine von der Deecken.

## Wappen
Blasonierung: In Gold in rotes Herz. Auf dem gekrönten Helm ein offener Flug, rechts golden, links rot. Die Helmdecken sind rot-golden.